# Anthoxanthum amarum
Anthoxanthum amarum là một loài thực vật có hoa trong họ Hòa thảo. Loài này được Brot. mô tả khoa học đầu tiên năm 1804.